# BIGO LIVE
BIGO LIVE（ビゴライブ）は2014年にシンガポールのBIGO Technology Pte.Ltdが開発したライブ配信アプリである。ライブ配信中のユーザーの体験をより良いものとするため、BIGO Technologyは独自の人工知能と機械学習を開発し、アプリに統合した。  
視聴者はアプリ内のギフトを送ることにより、お気に入りのライバーを応援することができ、人気ライバーの中にはBIGO LIVEでのライブ配信を本職にしている人もいる。BIGO TechnologyはBIGO LIVEだけではなく、ショートビデオ制作/共有プラットフォームLikeeも運営している。  

## 沿革
2016年3月、「BIGO LIVE（ビゴライブ）」はiOS版とAndroid版でリリースされた。
2016年から2017年まで、BIGO LIVEは何回もタイ、ベトナム、インドネシア、シンガポール、マレーシアとフィリピンのApple storeとGoogle Playのダウロードランキング1位を獲得した。
2018年12月、全世界月間利用者数2千670万人を獲得した。
2019年3月、Bigo Inc.の主要株主の李学凌がCEOを務めるYY Inc.に買収された。
2019年11月、BIGO Technologyのアプリの総合月間利用者数は全世界で3.5億人に達した。
2020年3月、Appleが提供するアプリ内課金（IAP）データによると、BIGO LIVEの売上高はアメリカのライブ配信アプリの６位であり、世界では５位にランクインした。
2020年5月、オンラインにおける子供の安全を確報するため、BIGO LIVEはAIで安全を脅かす内容を特定する会社BARKと提携した。
2020年12月、BIGO LIVEはLGBTの若者に向けて、彼らの自殺防止や危機管理を行う世界で一番大きな団体「The Trevor Project」と提携した。
2021年前半には、150あまりの国のユーザー数の合計が4億人を超えた。
2021年、BIGO LIVEは第二四半期で月間平均利用者数2千950万人を獲得した。
2021年、アップアニーによって公表された「2021 Top Breakout Social Apps」によると、BIGO LIVEは「アプリ消費支出」において世界の二位に位置づけられた。

## 特徴
ライブ配信
ライバーは自分の生活をリアルタイムで配信して才能を披露し、リスナーからバーチャルギフトをもらうことができる。ユーザーは人気のライブ配信を容易く視聴でき、検索で特定の国のライバー配信を見ることができる。また、同じ趣向を持つユーザーはファミリーを作成することができる。
ユーザーは、PUBG, League of Legends, RoV, Free Fire, Fortnite, Call of Duty, Dota 2, Hearthstone, Rules of Survivalなどの人気ゲームを配信したり視聴したりできる。 BIGO LIVEは2020年にBox Fighting Championshipの公式スポンサーになっている。
ビデオ通話フレーム＆マルチ配信ルーム
ユーザーはBIGO LIVEで友達と1対1のビデオ通話や、最大9人部屋のマルチ配信ルームを作ることができる。マッチング機能を通じて、ユーザーはマルチ配信ルームで周りにいる人と話したり新しい友達に出会う事ができる。配信者はビデオフィルタやスタンプを自由に使う事ができる。
PK配信
配信内で2人のライバーがギフトの獲得を巡って競い合い、より多くのギフトを獲得した方が勝つという配信機能である。 投稿 投稿機能を通してユーザーは写真やショート動画をハッシュタグ付きで共有でき、主に配信の録画やスクリーンショットが投稿されている。
バーチャル配信
2021年に3Dのバーチャルアバターがリリースされた。ユーザーはアプリ内で作成されたデジタルアバターを通して自分を表現する事ができる。バーチャル配信機能はVRやAR技術に基づいて、リアルタイムでユーザーのリアルな表情と動きを捉えることができる。